# Mokobé
Mokobé Traoré (nascut el 24 de maig de 1976 a Vitry-sur-Seine, França) i més conegut com a Mokobé, és un raper francès d'origen malià que forma part del col·lectiu musical 113 juntament amb Brocal'K i AP i dins del projecte musical més gran Mafia K-1 Fry. La seva carrera musical en solitari es compon de dos àlbums: Mon Afrique (2007) i Africa Forever (2011).
Els pares de Mokobé eren maliano-senegalès (el pare) i maliano-mauritana (la mare).
El seu primer àlbum en solitari Mon Afrique va ser una col·laboració amb David Tayorault a Abidjan i es va publicar l'11 de juny de 2007. 
El seu segon àlbum Africa Forever va incloure col·laboracions amb Soprano, 
Nathalie Bleue, Oumou Sangare, Despo Rutti, Fode Baro, J-Mi Sissoko, Jah Cure, Mbaye Dieye Faye, Soumbill i Apocalypse.

## Àlbums amb 113
- 2000: Les Prínceps de la ville (platí certificat)
- 2002: 113 fout la merde (or certificat)
- 2003: Dans L'urgence (reeditat) (or certificat)
- 2005: 113 Degrés (or certificat)
- 2010: Universel

## Singles
| Any  | Títol                                 | Posició a França | Àlbum          |
| ---- | ------------------------------------- | ---------------- | -------------- |
| 2007 | "C'est dans la joie"(amb Patson)      | 9                | Mon Afrique    |
| 2011 | "Oulala" (amb Yorobo)                 | 29               | Africa Forever |
| 2014 | "CDouxDeh"                            | 117              |                |
| 2014 | "Getting Down" (amb P-Quadrat)        | 17               |                |
| 2015 | "Wesh (#TuMeDisDesWesh) "(amb Gradur) | 8                |                |
| 2016 | "J'ai trop dansé"                     | 42               |                |
| 2018 | "Wakanda"                             | 11               |                |